# Weberstraße (Riga)

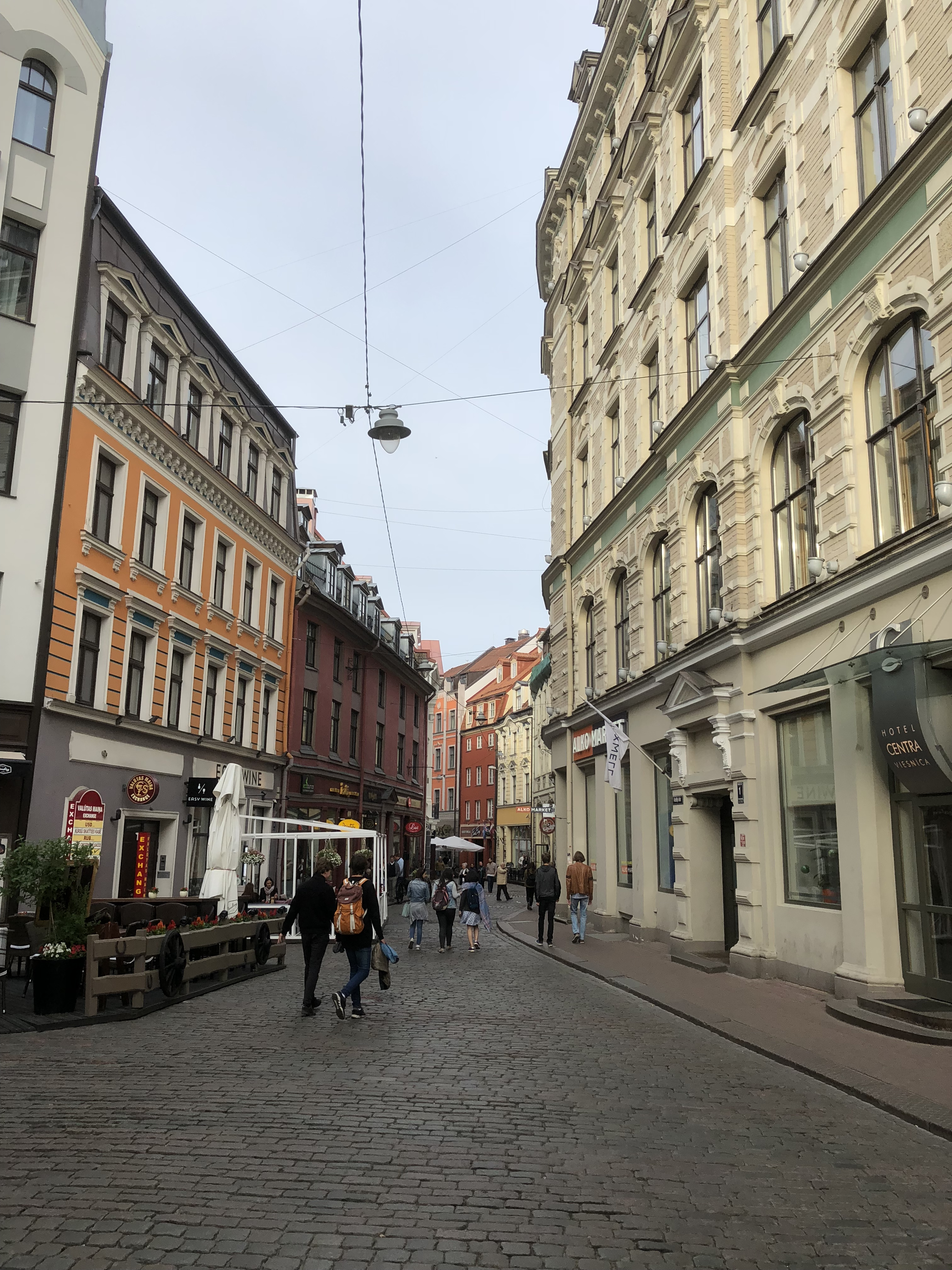
Weberstraße, Blick von Westen

Die Weberstraße (lettisch Audēju iela) ist eine Straße in der lettischen Hauptstadt Riga.
Sie liegt in der Rigaer Altstadt und führt von der Kreuzung mit der Sünderstraße (Grēcinieku iela) und der Marstallstraße (Mārstaļu iela) nach Osten. Nach kurzer Strecke mündet von Norden die Scharrenstraße (Skārņu iela) ein. Im weiteren Verlauf in nordöstlicher Richtung kreuzt die Weberstraße die Schmiedestraße (Kalēju iela) und die Wallstraße (Vaļņu iela), bis sie schließlich nach insgesamt etwa 250 Metern auf den Aspasia-Boulevard (Aspazijas bulvāris) trifft.
Eine erste urkundliche Erwähnung der Straße ist aus dem Jahr 1392 überliefert. Mit Abriss der Rigaer Stadtbefestigung wurde die Straße nach Osten in Richtung Stadtkanal verlängert.
Die Gebäude Weberstraße 5 und 6 sowie der Gebäudekomplex Weberstraße 7, 9, 11 sind als denkmalgeschützt im lettischen Denkmalverzeichnis eingetragen.